# André Villas-Boas
Luís André de Pina Cabral e Villas-Boas (Oporto, 17 de octubre de 1977), conocido deportivamente como André Villas-Boas, es un ex entrenador portugués de fútbol y actual presidente del FC Oporto. 
Era un entrenador de alto nivel que nunca jugó al fútbol profesionalmente y uno de los pocos entrenadores que nunca había jugado más allá del fútbol juvenil. En enero de 2024, casi tres años después de su última etapa como técnico, anunció su candidatura a la presidencia del FC Oporto. El 27 de abril de 2024, ganó las elecciones del club con el 80% de los votos, derrotando al actual presidente Jorge Nuno Pinto da Costa, que había estado en el cargo durante 42 años. 

## Carrera como entrenador
En 1994 conoció a Bobby Robson y le sugirió que aprovechara mejor a Domingos Paciência. Robson se asombró de que un chico de dieciséis años le aconsejara de tal manera y le ofreció un puesto de ayudante en prácticas en el Oporto. Se convirtió en director técnico y seleccionador de la selección de fútbol de las Islas Vírgenes con 21 años, cuando Robson y Mourinho fueron fichados por el FC Barcelona.
Durante cinco temporadas (2003-2008) fue responsable de una parte importante del éxito de Mourinho como entrenador en el Oporto y el Chelsea, analizando a los adversarios y un seguimiento de los jugadores. En 2008 se fue con Mourinho al Inter de Milán como su adjunto. Y ese mismo año le comunicó su deseo de empezar su carrera como entrenador en un equipo de fútbol profesional, algo que Mourinho respaldó.

### Académica de Coimbra
El 13 de octubre de 2009 fue presentado como entrenador del Académica de Coimbra, con la misión de sacar al equipo del último puesto de la clasificación de la liga. Con solo 31 años, ésta fue su primera experiencia como primer entrenador, y logró el objetivo planteado, ya que el equipo terminó la Liga como 11º clasificado.

### Oporto

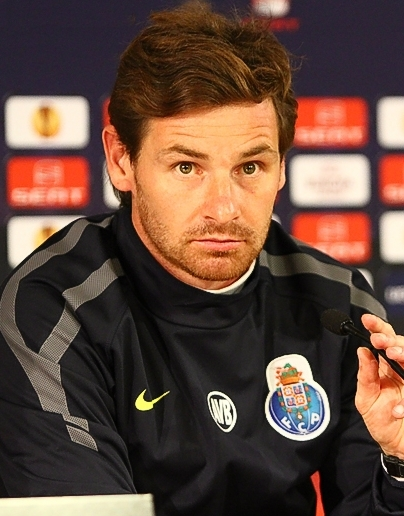
André Villas-Boas como entrenador del Oporto en 2011.

El 2 de junio de 2010 fue anunciado oficialmente a través de un comunicado oficial como el nuevo entrenador del FC Porto, en sustitución de Jesualdo Ferreira, para las siguientes dos temporadas. Sus ayudantes en FC Porto fueron Vítor Pereira (exentrenador de la Santa Clara) y Pedro Emanuel (exfutbolista de la ESES). El 7 de agosto de 2010, en el primer partido oficial como entrenador del Oporto, ganó su primer trofeo: la Supercopa de Portugal. Y, para más inri, la ganó contra «el eterno rival»: el Benfica.
El 4 de octubre de 2010 fue expulsado después de tener una reacción airada porque el árbitro mostró una segunda amarilla y la roja a Jorge Fucile. En la rueda de prensa dijo que había reaccionado así porque no señaló penalti a favor del Oporto y que si esto no fuera cierto se retractaría la semana siguiente, cosa que finalmente hizo. Un mes después consiguió clasificar al equipo para los dieciseisavos de final de la Europa league, tras el empate a uno con el Beşiktaş. Tres semanas más tarde, en un empate con el Sporting de Portugal en el Alvalade, volvió a ser expulsado de nuevo por protestar. En la quinta jornada de la fase de grupos de dicha competición, ganaron al Rapid de Viena y garantizó el primer lugar en el grupo. El juego se caracterizó por un hat-trick de Falcao.
El 3 de abril de 2011, y a falta de cinco jornadas por finalizar la liga, el FC Porto de Villas Boas ganó el campeonato nacional. Fue el 25º título del club, superando al Benfica en su propio estadio, además se proclamó campeón en la jornada 25 siendo invicto y cediendo solo dos empates. Con esta victoria, Villas-Boas se convirtió en el tercer entrenador más joven en ganar el título de campeón de Portugal, con 33 años de edad, tras del húngaro Mihaly Sistka (FC Porto, campeón en 1938-39) y Juca (campeón con el Sporting en 1961-62). Además, Villas-Boas también se convirtió en el quinto entrenador que logra ganar la liga portuguesa en la primera temporada que dirige un equipo desde el inicio. En el FC Porto solo se había logrado este hecho por José Mourinho, en la temporada 2002/03.
El 18 de mayo de 2011, consiguió ganar la final de la UEFA Europa League ante el Sporting de Braga por 1-0 con gol de Falcao. Cuatro días después, el 22 de mayo, su equipo también se proclamó campeón de la Copa de Portugal al derrotar al Vitória de Guimarães por 6-2, sumando así su cuarto título de la temporada (Supercopa, Liga, Europa League y Copa).

### Chelsea

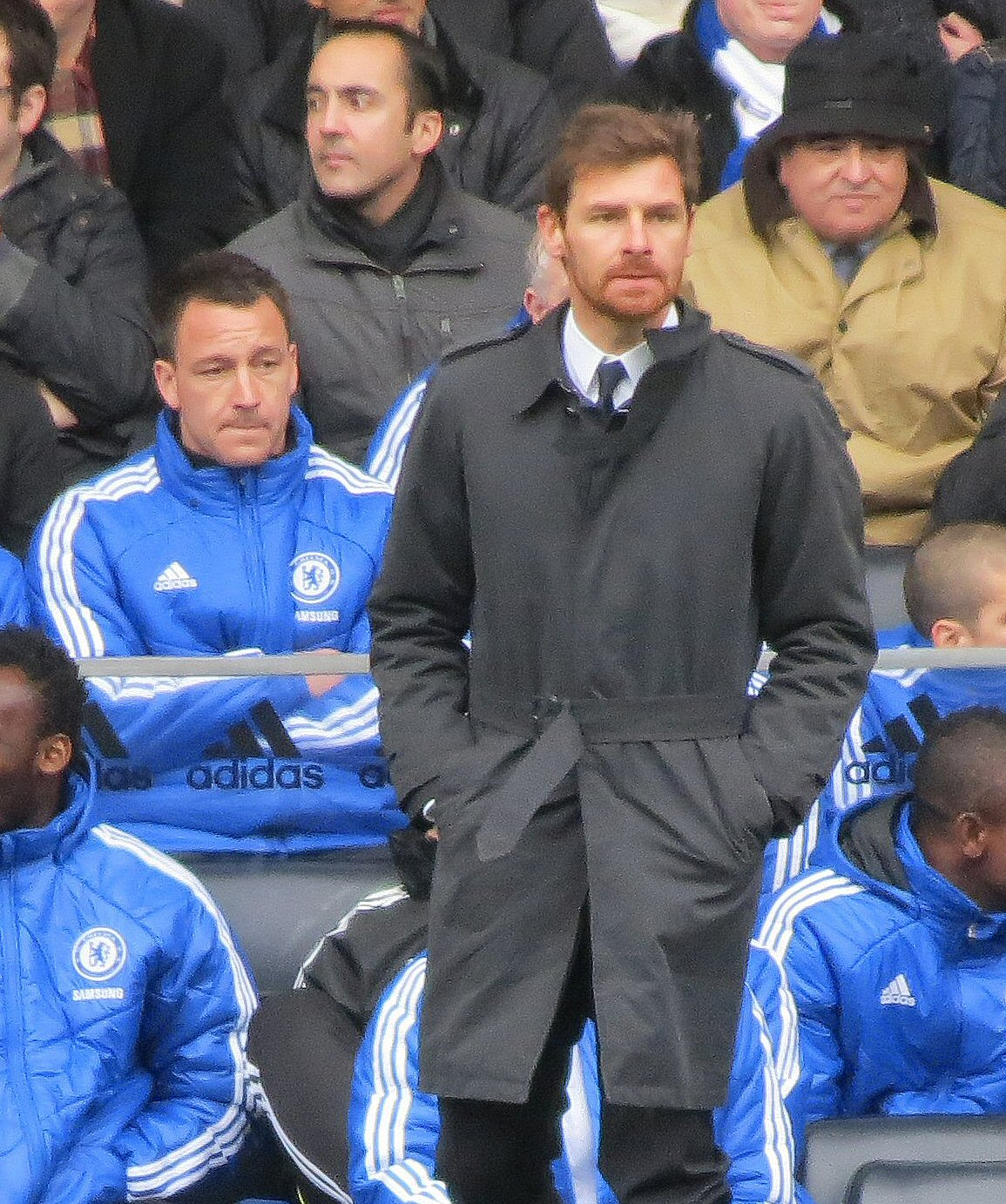
André Villas-Boas dirigiendo al Chelsea en 2012.

El 22 de junio de 2011, Villas-Boas fue presentado como nuevo técnico del Chelsea FC, después de que el club londinense pagara su cláusula de 15 millones de euros, firmando un contrato por las tres próximas temporadas. Su paso al club inglés fue durante casi 10 años, la transferencia más cara en la historia del fútbol por un entrenador hasta el fichaje de Julian Nagelsmann por el Bayern de Múnich el 2021.
El 30 de julio de 2011, durante la pretemporada, Villas-Boas ganó su primer título con el Chelsea, la Premier League Asia Trophy. Villas-Boas ganó todos sus partidos de pretemporada con el Chelsea, cediendo solo un gol en los seis partidos. Su debut en la Premier League lo hizo el 14 de agosto empatando 0-0 ante el Stoke City de visitante. Después, el Chelsea ganaría los 2 partidos siguientes como locales al West Bromwich Albion y al Norwich City por 2-1 y 3-1, respectivamente. Consiguió su primera victoria de visitante al derrotar al Sunderland por 1-2.
Hizo su debut como entrenador en la Liga de Campeones el 13 de septiembre ante el Bayer 04 Leverkusen en Stamford Bridge, consiguiendo un triunfo por 2-0. Su primera derrota como técnico "blue" ocurrió el 18 de septiembre ante el Manchester United en Old Trafford por 3-1. El 21 de septiembre, en la tercera ronda de la Carling Cup su equipo venció al Fulham después de empatar 0-0 en tiempo regular y extra de juego, ganando en la tanda de penaltis por 4-3. El 24 de septiembre, su equipo venció por 4-1 al Swansea City como locales, por la Premier. El 28 de septiembre, en el segundo partido de la Liga de Campeones, consiguió un empate ante el Valencia CF en Mestalla. El 2 de octubre, logró su segunda victoria de visitante, venciendo al Bolton por 1-5 con triplete de Frank Lampard. Después de varios resultados irregulares, su equipo se recuperó avanzando primero en su grupo a los octavos de la Liga de Campeones derrotando en el último partido al Valencia CF por 3-0 en Stamford Bridge.
El 4 de marzo de 2012, y luego de una serie de derrotas que dejaron al conjunto londinense con posibilidades casi nulas de conseguir algún título (se encontraba a veinte puntos del líder de la Premier y con un 3-1 adverso en la ida de octavos de la Champions), los rectores del club decidieron despedirlo tras la derrota por 1-0 ante el West Bromwich Albion como local. Su sucesor, el italiano Roberto Di Matteo, lograría dar vuelta la serie y llevaría a la postre a los "blues" a ganar el máximo trofeo continental.

### Tottenham Hotspur

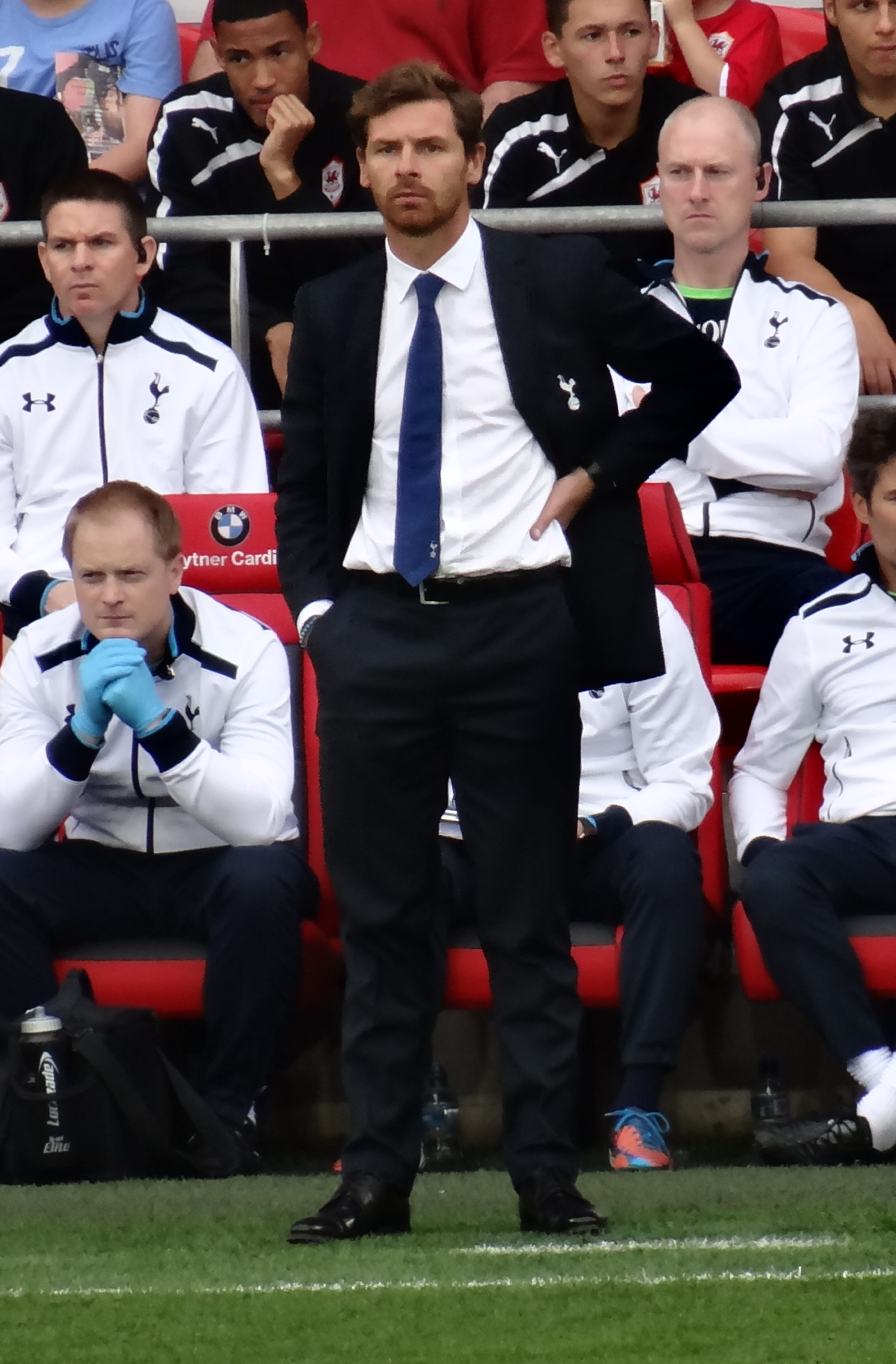
André Villas-Boas, como entrenador del Tottenham Hotspur en 2013.

En junio de 2012, la prensa comenzó a especular con una posible llegada de Villas-Boas al Tottenham Hotspur. Finalmente, el 3 de julio se confirmó que Villas-Boas entrenaría a los "Spurs", siendo su segunda experiencia en la Premier League. El técnico portugués firmó un contrato por tres temporadas, empezando en la 2012-13.
En su primera campaña al frente de los "Spurs", el equipo londinense terminó en 5º puesto en la Premier League 2012-13, logrando el récord de puntuación del club y quedándose a un solo punto de la 4.ª plaza que permitía acceder a la Liga de Campeones. En la Europa League fueron eliminados en octavos de final ante el FC Basel en la tanda de penaltis; y en la FA Cup, cayeron en dieciseisavos de final ante el Leeds United por 2-1.
El 16 de diciembre de 2013, fue destituido como técnico del Tottenham Hotspur después de encajar una severa goleada frente al Liverpool (0-5) que dejaba al equipo inglés en 7.ª posición tras 16 jornadas de la Premier League 2013-14.

### Zenit

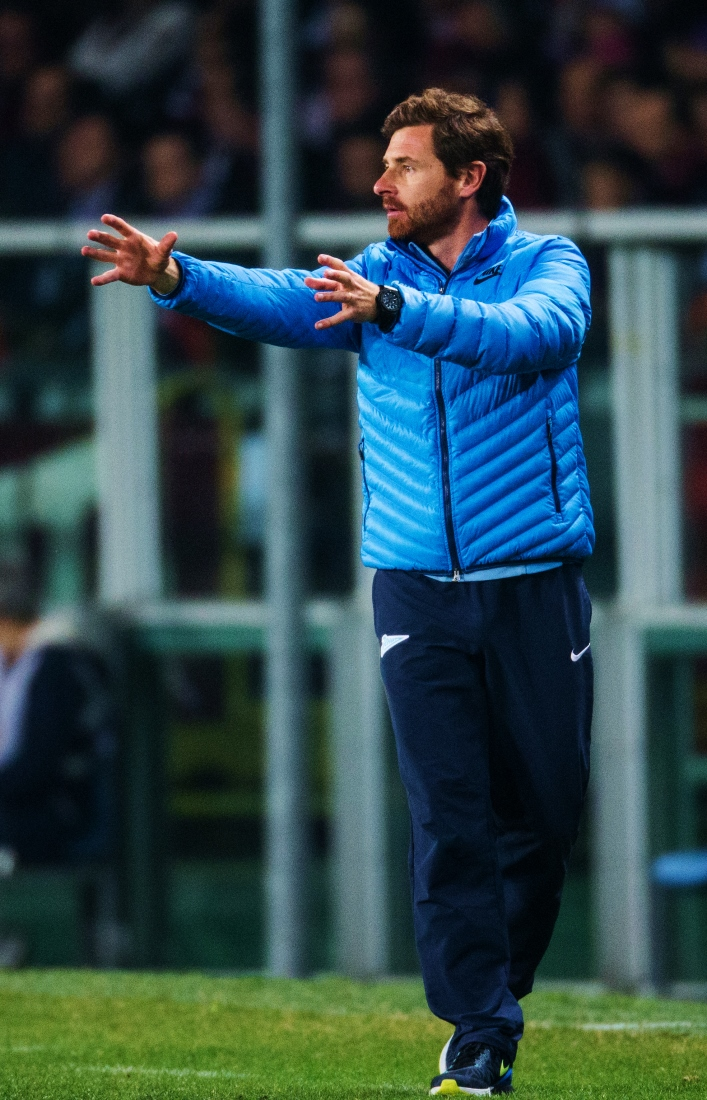
André Villas-Boas en su etapa con el Zenit.

El 18 de marzo de 2014, se anunció oficialmente su llegada al Zenit de San Petersburgo. Llevó a este equipo al subcampeonato en la Liga rusa 2013-14, y ganó el título al año siguiente. El 10 de septiembre de 2015, confirmó que abandonaría el club al término de la temporada.

### Shanghai SIPG
El 4 de noviembre de 2016, sustituyó a Sven-Göran Eriksson al frente del Shanghai SIPG FC. El equipo chino obtuvo el subcampeonato en la Superliga. El 12 de diciembre de 2017, fue reemplazado por Vítor Pereira.

### Olympique de Marsella
El 28 de mayo de 2019, firmó un contrato de 2 temporadas como nuevo técnico del Olympique de Marsella. Aunque debutó con derrota en el banquillo del Stade Vélodrome, llevó al OM al 2º puesto al término de la primera vuelta de la Ligue 1. El 30 de abril de 2020, la Ligue de Football Professionnel anunció el final de la Ligue 1 a falta de 10 jornadas por disputarse como consecuencia de la pandemia del coronavirus, con lo cual el Olympique de Marsella obtuvo el subcampeonato, puesto que ocupaba la 2ª posición en el momento en el que se suspendió el campeonato, clasificándose para la próxima edición de la Liga de Campeones.
El 2 de febrero de 2021, pocas horas después de cerrar el mercado invernal de la temporada 2020-21, presentó su dimisión al club francés por sus discrepancias con la política deportiva, dejando al equipo como 9º clasificado tras 22 jornadas de la Ligue 1.

## Carrera post-entrenador
Después de dejar Marsella, Villas-Boas decidió poner fin a su carrera directiva y se retiró por completo de la dirección técnica. En algún momento de 2022, reveló que la razón por la que abandonó su carrera como entrenador fue para centrarse en su candidatura a presidente del FC Oporto.
En los comicios celebrados el 27 de abril de 2024, ganó el balotaje al del hasta ahora máximo líder de la entidad, Jorge Nuno Pinto da Costa, quien dejó el cargo tras ejercerlo ininterrumpidamente durante 42 años. Su candidatura fue la más votada en las elecciones del club, celebradas en el Estádio do Dragão, con 21.489 de los 26.876 votos emitidos, frente a los 5.224 de la lista de Pinto da Costa y los 53 de la de Nuno Lobo. Con ello se convirtió en el presidente número 32 en la historia del Oporto.

## Clubes

### Como entrenador
| Club                     | País                      | Año         | PJ  | PG  | PE | PP | Efectividad |
| ------------------------ | ------------------------- | ----------- | --- | --- | -- | -- | ----------- |
| Selección Nacional       | Islas Vírgenes Británicas | 1998 - 2000 | 4   | 1   | 1  | 2  | 33.33%      |
| Académica de Coimbra     | Portugal                  | 2009 - 2010 | 30  | 11  | 9  | 10 | 46.67%      |
| FC Oporto                | Portugal                  | 2010 - 2011 | 58  | 49  | 5  | 4  | 87.35%      |
| Chelsea FC               | Inglaterra                | 2011 - 2012 | 40  | 19  | 11 | 10 | 56.67%      |
| Tottenham Hotspur        | Inglaterra                | 2012 - 2013 | 80  | 45  | 20 | 16 | 64.58%      |
| Zenit de San Petersburgo | Rusia                     | 2014 - 2016 | 102 | 63  | 20 | 19 | 68.3%       |
| Shanghai SIPG FC         | China                     | 2016 - 2017 | 51  | 30  | 9  | 12 | 64.7%       |
| Olympique de Marsella    | Francia                   | 2019 - 2021 | 60  | 28  | 14 | 18 | 54.45%      |
| Total                    | Total                     | Total       | 425 | 245 | 89 | 91 | 64.63%      |

## Palmarés

#### Campeonatos nacionales
| Título                | Club                     | País     | Año     |
| --------------------- | ------------------------ | -------- | ------- |
| Supercopa de Portugal | F. C. Porto              | Portugal | 2010    |
| Primeira Liga         | F. C. Porto              | Portugal | 2010-11 |
| Copa de Portugal      | F. C. Porto              | Portugal | 2010-11 |
| Liga de Rusia         | Zenit de San Petersburgo | Rusia    | 2014-15 |
| Supercopa de Rusia    | Zenit de San Petersburgo | Rusia    | 2015    |
| Copa de Rusia         | Zenit de San Petersburgo | Rusia    | 2015-16 |

#### Campeonatos internacionales
| Título             | Club        | País   | Año     |
| ------------------ | ----------- | ------ | ------- |
| UEFA Europa League | F. C. Porto | Dublín | 2010-11 |

## Resultados en automovilismo

### Rally Dakar
| Año     | Clase  | Copiloto    | Vehículo     | Posición | Etapas ganadas |
| ------- | ------ | ----------- | ------------ | -------- | -------------- |
| 2018    | Coches | Ruben Faria | Toyota Hilux | Ret.     | -              |
| Fuente: |        |             |              |          |                |

### WRC-3
| Año  | Equipo            | Automóvil         | 1   | 2   | 3   | 4      | 5   | 6   | 7   | 8   | 9   | 10  | 11  | 12  | Pos. | Puntos |
| ---- | ----------------- | ----------------- | --- | --- | --- | ------ | --- | --- | --- | --- | --- | --- | --- | --- | ---- | ------ |
| 2021 | André Villas-Boas | Citroën C3 Rally2 | MON | ART | CRO | POR 32 | ITA | SAF | EST | YPR | GRE | FIN | ESP | JPN | 15   | 50     |